# تادئوش گویازدوفسکی
تادئوش گِویازدوفسکی (انگلیسی: Tadeusz Gwiazdowski؛ ‏ ۱ سپتامبر ۱۹۱۸ – ۱۲ دسامبر ۱۹۸۳) بازیگر اهل لهستان بود.
از فیلم‌ها یا برنامه‌های تلویزیونی که وی در آن نقش داشته‌است، می‌توان به جهش، قطار شب، عقاب، مرد آهنین و کانال اشاره کرد.